# Inzenskij rajon
L'Inzenskij rajon (in russo Инзенский район?) è un rajon dell'Oblast' di Ul'janovsk, nella Russia europea; il suo capoluogo è Inza.